# Gianluca Pagliuca
Gianluca Pagliuca (født 18. december 1966 i Bologna, Italien) er en italiensk tidligere fodboldspiller (målmand), der regnes som en af de bedste målmænd i italiensk fodbolds historie.

## Klubkarriere
I løbet af sin 20 år lange karriere spillede Pagliuca primært for Sampdoria, Inter og Bologna. Han spillede i alt næsten 600 Serie A-kampe, og vandt med Sampdoria både det italienske mesterskab, Coppa Italia og Pokalvindernes Europa Cup, mens det hos Inter blev til triumf i UEFA Cuppen.

## Landshold
Pagliuca spillede desuden 39 kampe for Italiens landshold, som han debuterede for 25. september 1991 i en venskabskamp på udebane mod Bulgarien. Inden da havde han været ubrugt reservemålmand for italierne ved VM 1990 på hjemmebane.
Pagliuca avancerede til rollen som italienernes førstemålmand ved VM 1994 i USA. Her var han med til at føre italienerne frem til finalen mod Brasilien, hvor han med flere store redninger sørgede for, at italierne holdt 0-0 frem til en afgørelse i straffesparkskonkurrence. Her blev Pagliuca den første målmand nogensinde til at redde et straffespark i en VM-finale, da han reddede forsøget fra brasilianernes Márcio Santos. Han kunne dog ikke forhindre, at brasilianerne i sidste ende vandt straffesparkskonkurrencen og dermed VM-titlen.
Fire år senere var Pagliuca igen førstevalg i italienernes mål ved VM 1998, hans tredje VM-slutrunde med italienerne. Han spillede alle landets fem kampe i turneringen, hvor Italien blev slået ud af de senere vindere fra Frankrig i kvartfinalen.

## Titler
Serie A
- 1991 med Sampdoria

Coppa Italia
- 1988, 1989 og 1994 med Sampdoria

Supercoppa Italiana
- 1991 med Sampdoria

Pokalvindernes Europa Cup
- 1990 med Sampdoria

UEFA Cup
- 1998 med Inter